# リンクレーターズ
リンクレーターズLLP（Linklaters LLP）は、イギリスのロンドンを中心に19ヶ国に展開する法律事務所。

## 沿革
- 1838年 ロンドンにて、Dods & Linklaters設立
- 1920年 Paine, Blyth & Huxtableと統合し、Linklaters & Painesに改称
- 1987年 東京にリンクレーターズ外国法事務弁護士事務所開設
- 2005年4月 リンクレーターズ外国法事務弁護士事務所がリンクレーターズ法律事務所との外国法共同事業開始に伴い外国法共同事業法律事務所リンクレーターズに改称
- 2007年5月1日 LLPに改組し、リンクレーターズLLPに改称

## 東京事務所
東京事務所の正式名称は外国法共同事業法律事務所リンクレーターズ東京（がいこくほうきょうどうじぎょうほうりつじむしょりんくれーたーずとうきょう - 、Linklaters Tokyo）である。2016年現在で、弁護士28名、外国法事務弁護士2名が所属する。
リンクレーターズは、日本においては、1987年から東京オフィスとしてリンクレーターズ外国法事務弁護士事務所を設けていたが、特定共同事業制度は利用していなかった。2004年12月に三井安田法律事務所が解散し、同事務所出身の安田三洋弁護士・和仁亮裕弁護士らがリンクレーターズ法律事務所を設立した。その後、外弁法が改正されて外国法共同事業制度が設けられ、これを利用して日本法分野に進出するため、三井安田法律事務所の一部を吸収して外国法共同事業法律事務所リンクレーターズが設立された。外国の弁護士事務所が日本の大手法律事務所を吸収した最初の例である。東京の弁護士は「ファイナンス部門」と「コーポレート／M&A部門」に大別される。